# Camphorosma polygama
Camphorosma polygama är en amarantväxtart som beskrevs av Aleksandr Andrejevitj Bunge och Pierre Edmond Boissier. Camphorosma polygama ingår i släktet Camphorosma och familjen amarantväxter. Inga underarter finns listade i Catalogue of Life.